# Lindendorf
Lindendorf – gmina w Niemczech, w kraju związkowym Brandenburgia, w powiecie Märkisch-Oderland, wchodzi w skład urzędu Seelow-Land. Historycznie leży na ziemi lubuskiej.

## Historia
Gminę utworzono w 2003 z połączenia gmin Dolgelin (pol. Dołgolin), Libbenichen (pol. Łubianka), Neu Mahlisch i Sachsendorf (pol. Żabnica).
Ok. 1400 wymienione wsie przynależały administracyjnie do dekanatu żelowskiego w diecezji lubuskiej.

## Zabytki
- Ruiny średniowiecznego kościoła w Dolgelin
- Kościół z XVI w. w Sachsendorf
- Kościół z XVIII w. w Libbenichen
- Wiatrak z 1926 w Libbenichen
- Plebania w Libbenichen

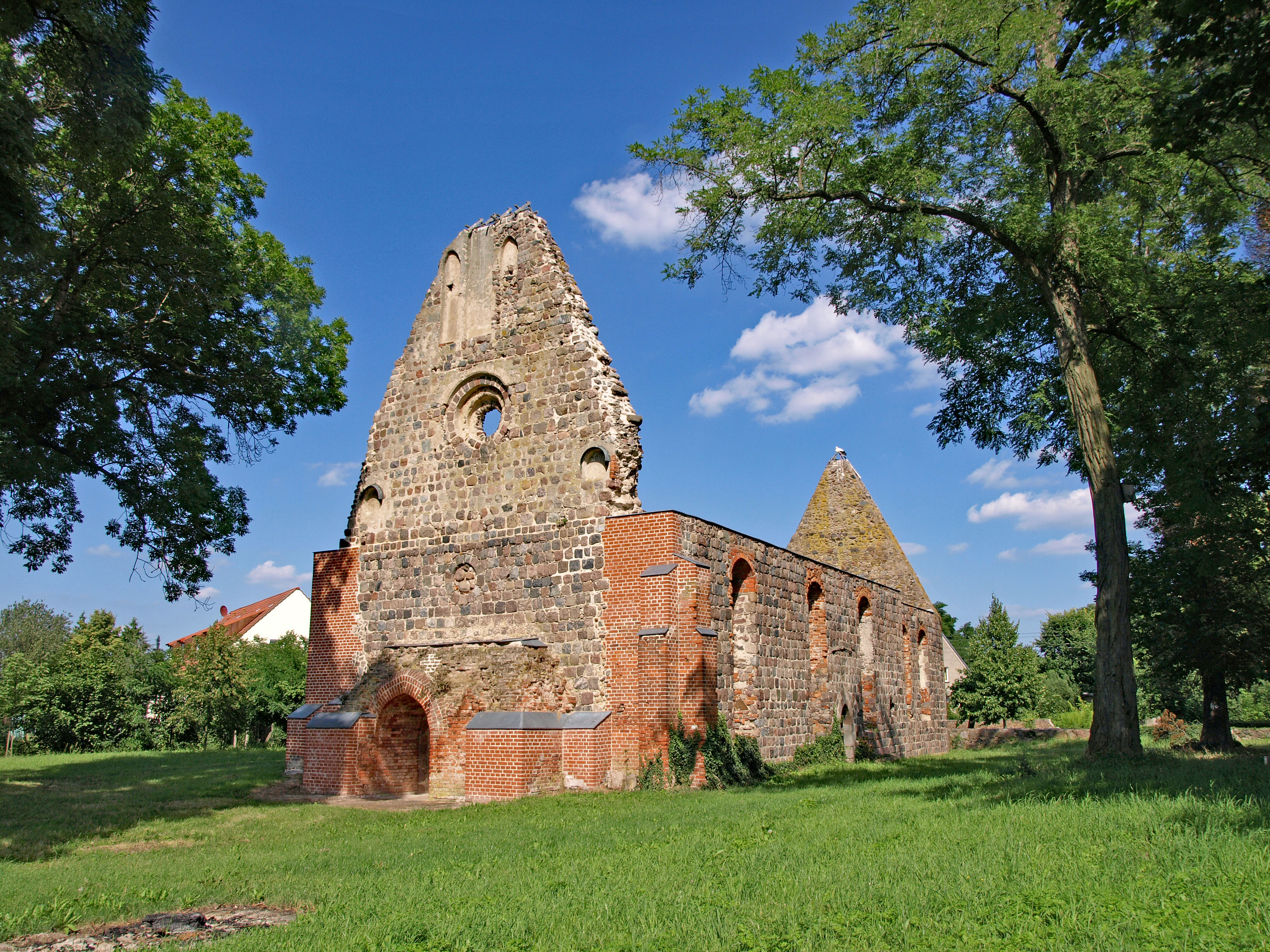
Ruiny kościoła w Dolgelin
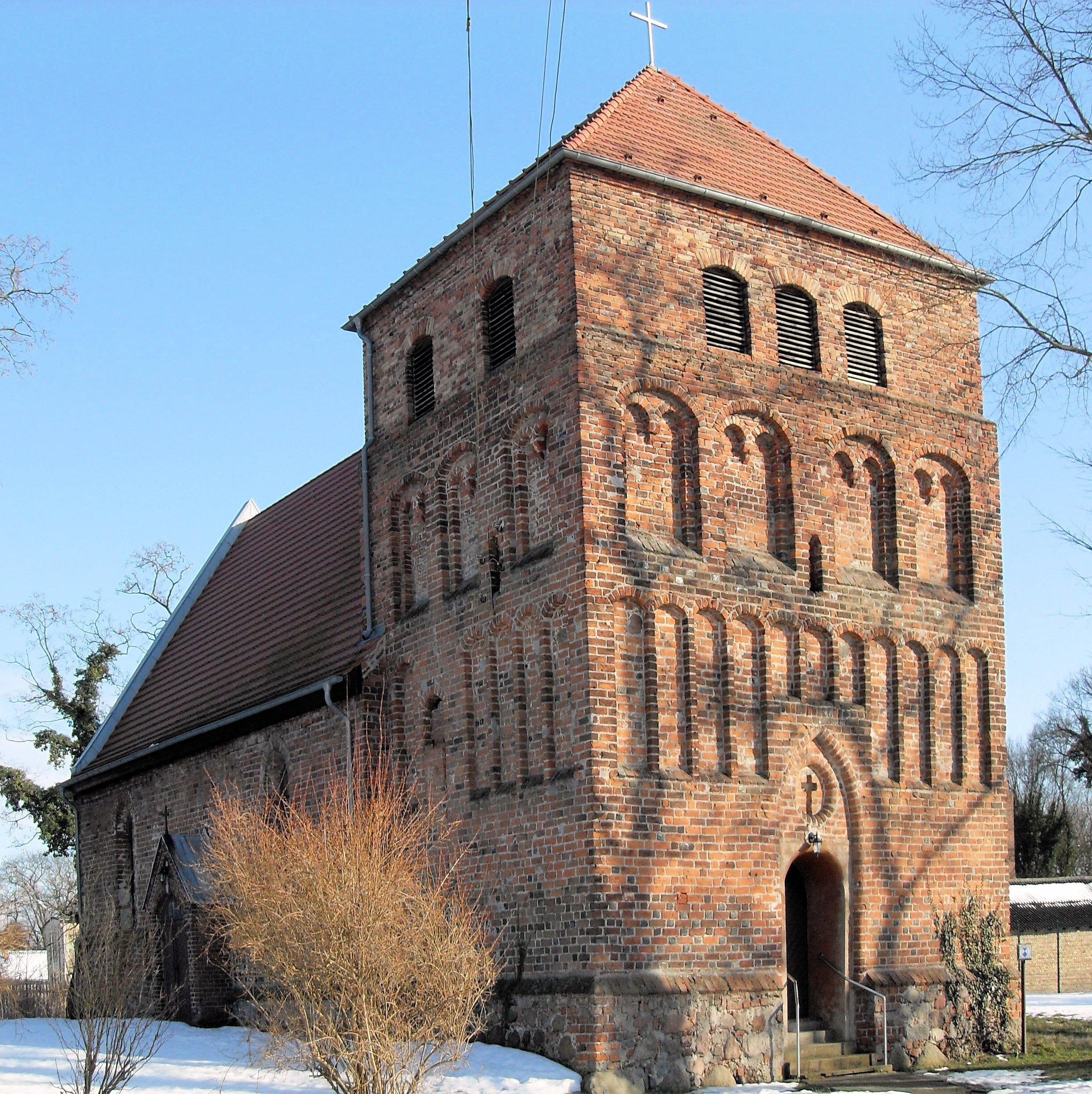
Kościół w Sachsendorf
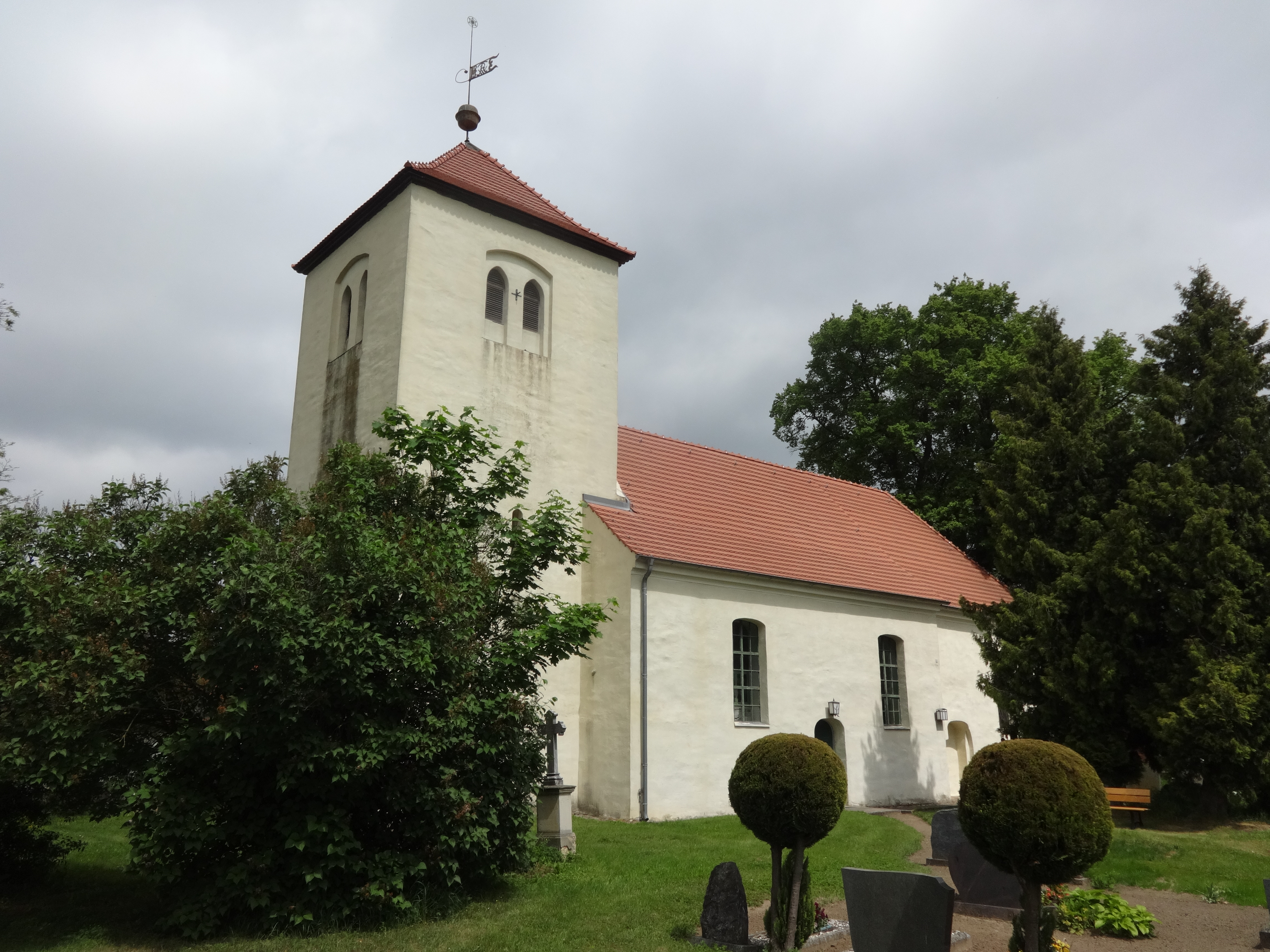
Kościół w Libbenichen
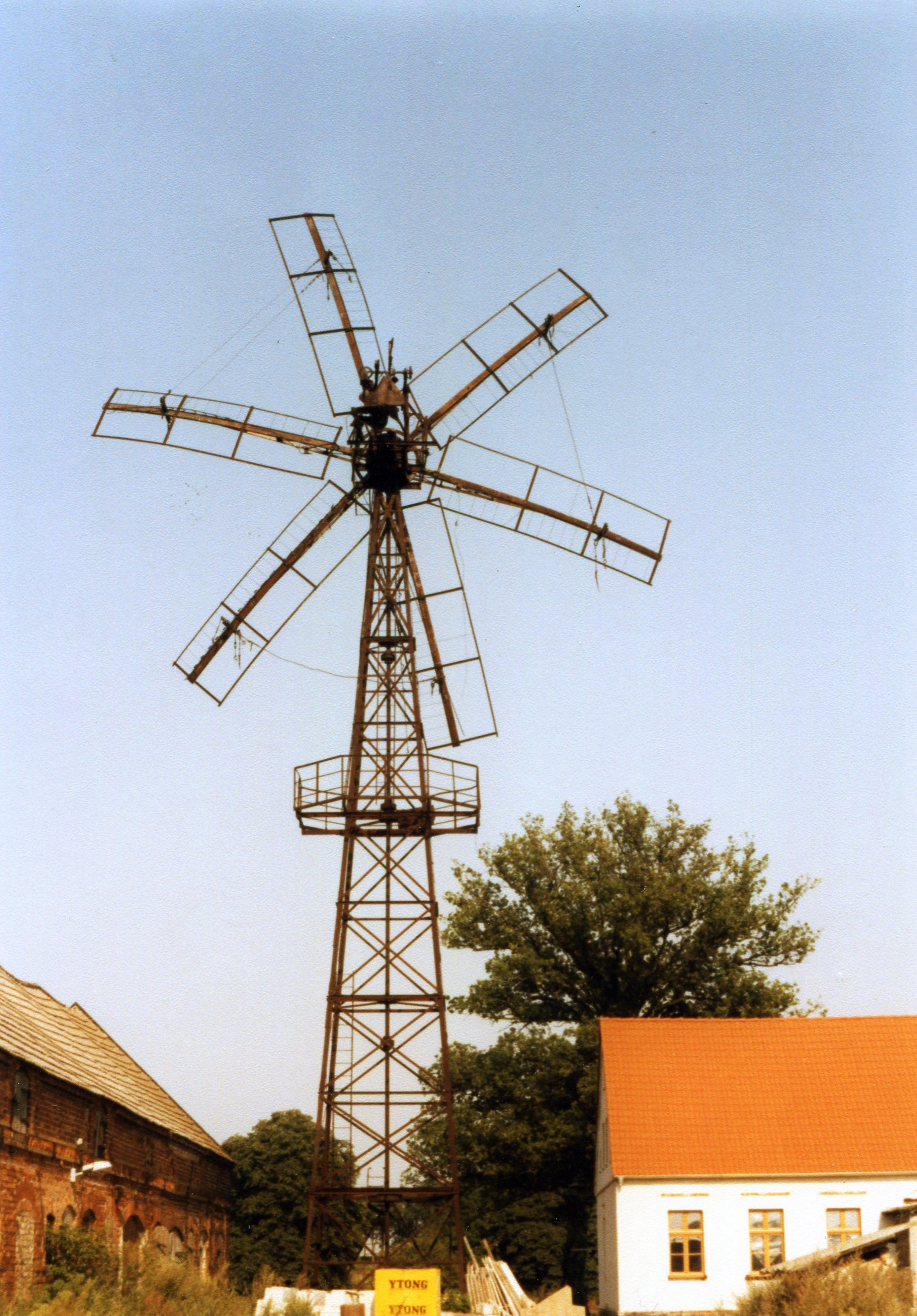
Wiatrak

## Demografia
Wykres zmian populacji Lindendorf w granicach z 2013 r. od 1875 r.: